# Pharaphodius ferenczi
Pharaphodius ferenczi är en skalbaggsart som beskrevs av Bordat 1990. Pharaphodius ferenczi ingår i släktet Pharaphodius och familjen Aphodiidae. Inga underarter finns listade i Catalogue of Life.